# Gabinete do Estado-Maior do Exército Imperial Japonês

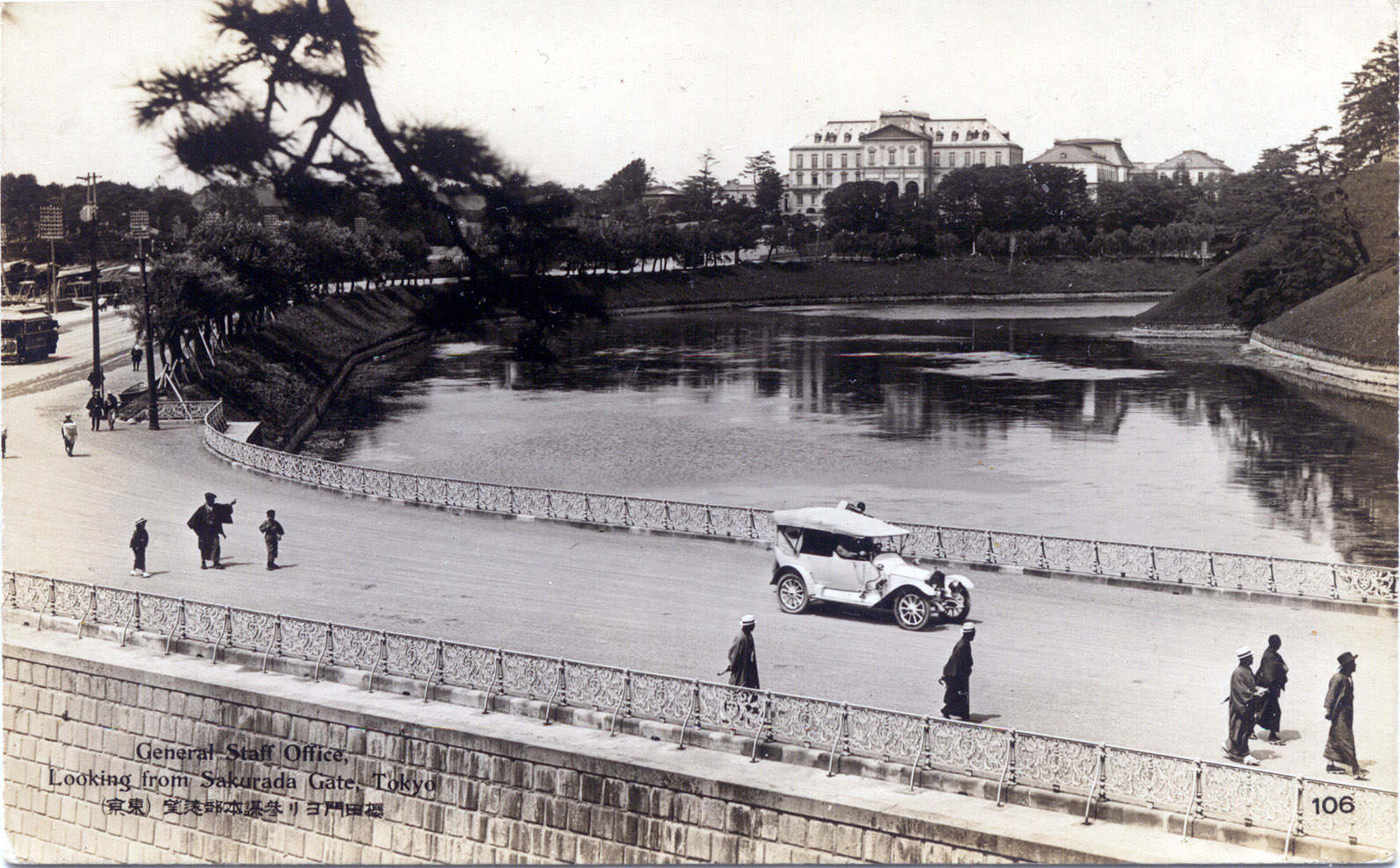
Cartão postal com vista para o QG do Gabinete do Estado-Maior do Exército Imperial Japonês, por volta de 1910.

O Gabinete do Estado-Maior do Exército Imperial Japonês (参謀本部, Sanbō Honbu), também chamado de Estado-Maior do Exército, foi uma das duas principais agências encarregadas de supervisionar o Exército Imperial Japonês.

## Função
O Ministério do Exército (陸軍省, Rikugunshō) foi criado em abril de 1872, juntamente com o Ministério da Marinha, para substituir o Ministério de Assuntos Militares (Hyōbushō) do início do governo Meiji. Inicialmente, o Ministério do Exército estava encarregado tanto da administração quanto do comando operacional do Exército Imperial Japonês; no entanto, a partir de dezembro de 1878, o Gabinete do Estado-Maior do Exército Imperial assumiu todo o controle operacional do Exército, deixando o Ministério do Exército apenas com funções administrativas. O Estado-Maior do Exército Imperial era assim responsável pela preparação dos planos de guerra ; do treinamento militar e emprego de inteligência militar de armas combinadas; a direção das manobras das tropas; desdobramentos de tropas; e a compilação de regulamentos militares de serviço de campanha, histórias militares e cartografia.
O Chefe do Estado-Maior do Exército era o oficial uniformizado sênior do Exército Imperial Japonês e desfrutava, juntamente com o Ministro da Guerra, o Ministro da Marinha e o Chefe do Estado-Maior da Marinha, acesso direto ao Imperador. Em tempo de guerra, o Estado-Maior do Exército Imperial fazia parte da seção do Quartel General Imperial, órgão ad hoc sob a supervisão do imperador criado para auxiliar na coordenação do comando geral.

## História
Após a derrubada do xogunato Tokugawa em 1867 e a "restauração" do governo imperial direto, os líderes do novo governo Meiji buscaram reduzir a vulnerabilidade do Japão ao imperialismo ocidental emulando sistematicamente as práticas tecnológicas, governamentais, sociais e militares das grandes potências europeias ocidentais. Inicialmente, sob Ōmura Masujirō e seu recém-criado Ministério dos Assuntos Militares (Hyōbu-shō), o exército japonês foi modelado seguindo o da França. No entanto, a impressionante vitória da Prússia e dos outros membros da Confederação da Alemanha do Norte na Guerra Franco-Prussiana de 1870/71 convenceu os oligarcas Meiji da superioridade do modelo militar prussiano e, em fevereiro de 1872, Yamagata Aritomo e Oyama Iwao propuseram que o as forças armadas japonesas fossem remodeladas ao longo das linhas prussianas. Em dezembro de 1878, a pedido de Katsura Taro, que anteriormente havia servido como adido militar na Prússia, o governo Meiji adotou totalmente o sistema de estado-maior prussiano/alemão (Großer Generalstab), que incluía a independência dos militares dos órgãos civis do governo, garantindo assim que os militares ficariam acima das manobras dos partidos políticos e seriam leais diretamente ao imperador, e não a um primeiro-ministro que pudesse tentar usurpar a autoridade do imperador.
As funções administrativas e operacionais do exército foram divididas entre duas agências. Um Ministério da Guerra reorganizado serviu como agência administrativa, de suprimentos e mobilização do exército, e um Estado-Maior do Exército independente foi responsável pelo planejamento estratégico e pelas funções de comando. O Chefe do Estado-Maior do Exército, com acesso direto ao imperador, podia operar independentemente do governo civil. Essa completa independência dos militares da supervisão civil foi codificada na Constituição Meiji de 1889, que designava que o Exército e a Marinha estavam diretamente sob o comando pessoal do imperador, e não sob a liderança civil ou do seu gabinete.
Yamagata tornou-se o primeiro chefe do Estado-Maior do Exército em 1878. Graças à influência de Yamagata, o Chefe do Estado-Maior do Exército tornou-se muito mais poderoso do que o Ministro da Guerra. Além disso, uma portaria imperial de 1900 (Lei de que os ministros militares serão oficiais da ativa (軍部大臣現役武官制, Gumbu daijin gen'eki bukan sei)) decretou que os dois ministros de serviço deveriam ser escolhidos entre os generais ou tenentes-generais (almirantes ou vice-almirantes) na lista de serviço ativo. Ao ordenar a renúncia do ministro da Guerra em exercício ou ordenar aos generais que recusassem uma nomeação como ministro da Guerra, o chefe do Estado-Maior poderia efetivamente forçar a renúncia do gabinete ou impedir a formação de um novo.
Dos dezessete oficiais que serviram como Chefe do Estado-Maior do Exército entre 1879 e 1945, três eram membros da Família Imperial (Príncipe Arisugawa Taruhito, Príncipe Komatsu Akihito e Príncipe Kan'in Kotohito) e assim gozavam de grande prestígio em virtude de seus laços com o imperador.
As autoridades da ocupação americana aboliram o Estado-Maior do Exército Imperial em setembro de 1945.

## Organização
A Organização do Estado-Maior do Exército passou por diversas mudanças ao longo de sua história. Imediatamente antes do início da Guerra do Pacífico, foi dividido em quatro departamentos operacionais e vários órgãos de apoio:
Chefe do Estado-Maior do Exército (general ou marechal de campo)</br> Vice-Chefe do Estado-Maior do Exército (tenente-general)
- Assuntos Gerais (pessoal, contabilidade, médico, planejamento de mobilização)[1]
- G-1 (Operações)
  - Departamento de Estratégia e Tática
  - Departamento de Agrimensura (ou Agência de Agrimensura)[2]
- G-2 (Inteligência)
  - Departamento da Rússia
  - Departamento Europa e América do Norte
  - Departamento da China
  - Departamento de Outros
- G-3 (Transportes e Comunicações)
- G-4 (histórico e mapas)[3]
- G-5 (Fortificações) [de janeiro de 1889 a dezembro de 1908]
- Colégio do Estado-Maior

## Chefes do Estado-Maior
Nota: O posto dado para cada pessoa é o posto que a pessoa ocupou no passado, não o posto que a pessoa ocupou no momento de seu cargo como Chefe do Estado-Maior do Exército. Por exemplo, o posto de Marechal de Campo existia apenas em 1872/73 e de 1898 em diante.
Predefinição:Officeholder table start
Predefinição:Officeholder table
Predefinição:Officeholder table
Predefinição:Officeholder table
Predefinição:Officeholder table
Predefinição:Officeholder table
Predefinição:Officeholder table
Predefinição:Officeholder table
Predefinição:Officeholder table
Predefinição:Officeholder table
Predefinição:Officeholder table
Predefinição:Officeholder table
Predefinição:Officeholder table
Predefinição:Officeholder table
Predefinição:Officeholder table
Predefinição:Officeholder table
Predefinição:Officeholder table
Predefinição:Officeholder table
Predefinição:Officeholder table
Predefinição:Officeholder table
Predefinição:Officeholder table
Predefinição:Officeholder table
Predefinição:Officeholder table
 
|}